# حمله با خودرو در جوهای ۲۰۲۴
حمله با خودرو در جوهای ۲۰۲۴ (انگلیسی: 2024 Zhuhai car attack)، اشاره به یک حادثه آسیب عمدی بدخواهانه دارد که حدود ساعت ۷:۴۸ بعد از ظهر (GMT+8) در ۱۱ نوامبر ۲۰۲۴، در مرکز ورزشی جوهای، گوانگ‌دونگ، چین رخ داده است. در این حادثه مردی ۶۲ ساله با خودروی خود وارد مرکز ورزشی شد و در پیست تناسب اندام در فضای باز به‌طور عمدی با مردم برخورد کرد و تلفات جانی زیادی برجای گذاشت. این حادثه تا ساعات اولیه ۲۲ آبان ۳۵ کشته و ۴۳ زخمی برجای گذاشته است.

## تلفات
حدود یک روز بعد در ۱۲ نوامبر، پلیس ژوهای اعلام کرد که این حمله منجر به کشته شدن ۳۵ و زخمی شدن ۴۳ نفر شد.

## مجرم
بر اساس بیانیه پلیس، عامل جنایت مردی ۶۲ ساله مطلقه با نام خانوادگی «فان» بود. آن شب، فن یک خودروی کوچک را به زور وارد مرکز ورزشی جوهای کرد و به میان جمعیتی که در مسیر داخلی استادیوم ورزش می‌کردند، برخورد کرد. او قصد داشت از محل فرار کند اما پلیس او را متوقف کرد. فن با استفاده از چاقو قصد خودکشی داشت و در نتیجه در خودرو در اثر جراحتی که خود ایجاد کرده بود، بیهوش شد. او برای مداوا به بیمارستان فرستاده شد، در حالی که به ظن «به خطر انداختن امنیت عمومی با روش‌های خطرناک» تحت بازداشت کیفری قرار گرفت.
گزارش‌های اولیه ادعا می‌کرد که فن اخیراً طلاق گرفته بود و از نحوه تقسیم اموال پس از آن ناراضی بود. پلیس اعلام کرد که فن پس از بریدن گردن خود با چاقو به کما رفت.

## واکنش‌ها

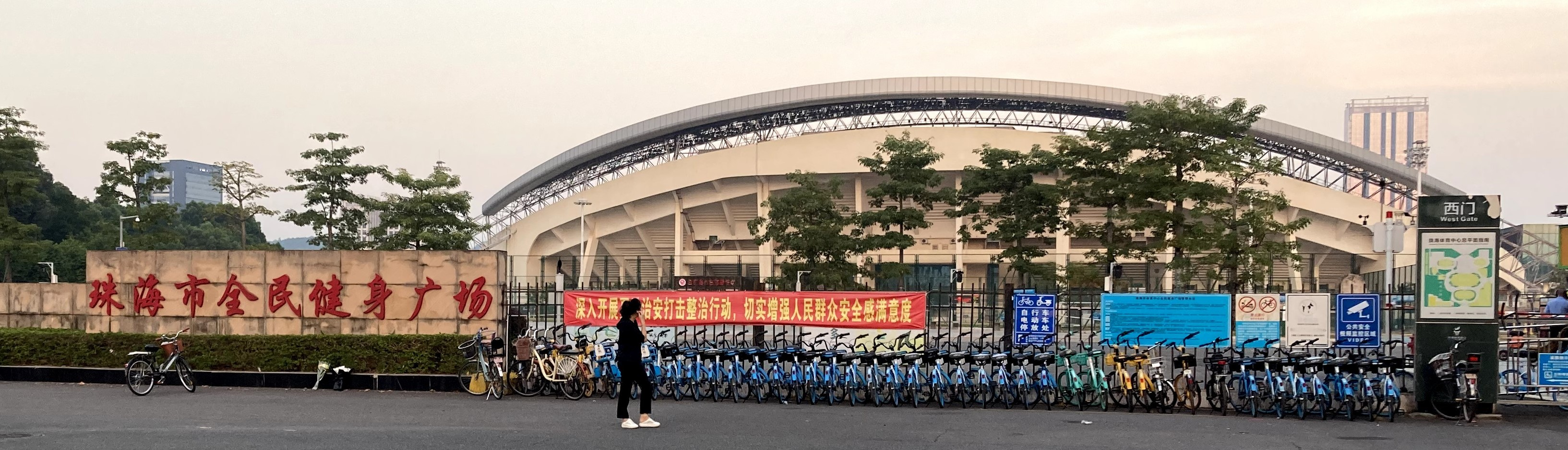
دروازه غربی استادیوم در روز بعد از حمله

در شامگاه حادثه، پلیس محلی با صدور بیانیه ای این رویداد را تأیید و بررسی اولیه را ارائه کرد. در شامگاه ۱۲ نوامبر، پلیس بیانیه دیگری را منتشر کرد که جزئیات زمان حادثه و اطلاعات تلفات را نشان می‌داد. چن یونگ، حزب کمونیست چین وزیر جوهای و هوانگ ژیهائو، شهردار جوهای (ژوهای)، به سرعت به محل حادثه رسیدند تا بر عملیات نجات نظارت کنند و به سرعت یک گروه ضربت به رهبری مقام‌های شهری برای تسریع اقدامات درمانی برای مجروحان ایجاد کردند.
دبیرکل حزب کمونیست چین شی جین پینگ به همراه نخست‌وزیر لی چیانگ دستوراتی را در شامگاه ۱۲ نوامبر صادر کرد و خواستار تلاش کامل برای درمان مجروحان، مجازات شدید عامل و اقداماتی برای کاهش خطرهای اجتماعی شد. دولت مرکزی یک گروه کاری را برای راهنمایی و کمک به اقدامات پس از حادثه به گوانگدونگ اعزام کرده است.
هوانگ کونمینگ، دبیر حزب کمیته استانی گوانگدونگ، پس از این حادثه یک سری کنفرانس‌های ویدئویی، از جمله جلسه ویژه کمیته استانی گوانگدونگ برای ایجاد یک گوانگدونگ ایمن برگزار کرد. وی در این دیدارها به مسئولان دستور داد تا روی مداوای مجروحان، رسیدگی به حوادث و امنیت و ثبات کلی در استان تمرکز کنند. هوانگ ب این رویداد را حادثه ای با تلفات بسیار و تأثیرهای اجتماعی شدید توصیف کرد و به شوک و اندوه عمیقی که ایجاد کرده بود، اشاره کرد. وی بر لزوم پیشگیری از حوادث مشابه با بررسی دقیق و رسیدگی به مسائل اساسی تأکید کرد.
این حمله ممکن است مرگبارترین اقدام خشونت عمومی تصادفی در چین در دهه‌های اخیر باشد. این مکان - دارای یک حلقه پیست دویدن - یک زمین ورزشی محبوب برای مردم محلی بود. شاهدان به رسانه‌های چینی گفتند که به نظر می‌رسد آقای فن عمداً مردم را زیر پا گذاشته است. پس از حمله روز دوشنبه با خودرو، سفارت ژاپن به اتباع خود در این کشور هشدار داد که از صحبت با صدای بلند ژاپنی در ملاء عام خودداری کنند. در چین معمول است که سانسورچی‌ها به سرعت ویدیوهای رسانه‌های اجتماعی را که به موارد جنایی مرتبط هستند، حذف می‌کنند. خبرنگاران بی‌بی‌سی که روز سه‌شنبه از استادیوم جوهای گزارش می‌دادند نیز مورد آزار و اذیت قرار گرفتند و از آنها خواسته شد که فیلمبرداری را متوقف کنند.